# Mariano Falcinelli Antoniacci
Mariano Falcinelli Antoniacci OSBCas (ur. 16 listopada 1806 w Asyżu, zm. 29 maja 1874 w Rzymie) – włoski duchowny rzymskokatolicki, benedyktyn, dyplomata papieski, kardynał.

## Biografia

### Pochodzenie i prezbiteriat
Urodził się w rodzinie prowincjonalnej szlachty. Jego ojciec, Giovanni Battista, od 1841 był gonfaloniere w Asyżu. Na chrzcie otrzymał imiona Lorenzo Baldassarre Luigi. W wieku 18 lat wstąpił benedyktyńskiego klasztoru św. Piotra. 18 grudnia 1825 w opactwie św. Pawła za Murami w Rzymie złożył śluby zakonne, przyjął imię Mariano i stał się członkiem Zakon Świętego Benedykta kongregacji z Monte Cassino.
Po ukończeniu studiów, 13 czerwca 1829 w bazylice św. Jana na Lateranie otrzymał święcenia prezbiteriatu i został kapłanem swojego zakonu. Następnie kontynuował studia uzyskując doktoraty z filozofii i z teologii. Od 1834 był drugim mistrzem nowicjatu.
W 1840 został opatem Farfy. Następnie był także kanclerzem Benedyktynów Kongregacji z Monte Cassino, opatem opactwa św. Piotra w Asyżu i opatem klasztoru św. Pawła za Murami.

### Episkopat
7 marca 1853 papież Pius IX mianował go biskupem Forli. 17 kwietnia 1853 w bazylice św. Pawła za Murami przyjął sakrę biskupią z rąk prefekta Świętej Kongregacja ds. Biskupów i Zakonników kard. Gabriela della Genga Sermattei. Współkonsekratorami byli arcybiskup in partibus infidelium Iconium Antonio Ligi-Bussi OFMConv oraz zakrystian papieski bp Giuseppe Maria Pietro Raffaele Castellani OESA. Nominacja biskupia i związana z nią konieczność opuszczenia życia zakonnego nie wzbudziły entuzjazmu o. Falcinelliego Antoniacciego.
14 grudnia 1857 ten sam papież wyznaczył go internuncjuszem apostolskim w Brazylii oraz 21 grudnia 1857 arcybiskupem in partibus infidelium ateńskim. W Brazylii skoncentrował się na odrodzeniu misji ludowych oraz z powodzeniem walczył z projektem ustawy o małżeństwach cywilnych.
14 sierpnia 1863 papież przeniósł go na urząd nuncjusza apostolskiego w Austro-Węgrzech. W Wiedniu z umiarkowanymi sukcesami zabiegał o przestrzeganie zapisów konkordatu. Nie udało mu się namówić cesarza Franciszka Józefa I do interwencji wojskowej w obronie Państwa Kościelnego, gdyż imperium Habsburgów nie było przygotowane do konfliktu ani militarnie, ani finansowo.
W 1873 choroba znacznie ograniczyła zdolności intelektualne nuncjusza Falcinelliego Antoniacciego. W tej sytuacji postanowiono go odwołać, zgodnie z przyjętą praktyką odwoływania nuncjuszy najważniejszych nuncjatur, poprzez awans na kardynała.
22 grudnia 1873 otrzymał od Pius IX kapelusz kardynalski. Tego samego dnia oficjalnie zakończył misję nuncjusza w Wiedniu. 4 maja 1874 objął kościół tytularny św. Marcelego. Wkrótce, 29 maja 1874, zmarł. Jako że umarł za pontyfikatu kreującego go papieża, nigdy nie wziął udziału w konklawe. Pochowany został tymczasowo na cmentarzu Campo Verano, później jego szczątki przeniesiono do rodzinnego grobowca na cmentarzu w Asyżu.